# Кисир
Кисир (тур. Kısır) — традиційний гарнір турецької та курдської кухні. Головний інгредієнт булгур, петрушка, томатна паста, що надає страві червоного забарвлення. Можуть додаватися цибуля, часник, гранатовий соус, сік лимону, огірок та спеції. Подають з листям салату як гарнір або в складі мезе.